# Coupe UEFA 1973-1974
Navigation
Édition précédente Édition suivante
La Coupe UEFA 1973-1974 est la troisième édition de la Coupe de l'UEFA, qui oppose les meilleurs clubs européens qualifiés grâce aux résultats de leur championnat national. Cette édition voit le Feyenoord Rotterdam s'imposer en finale contre la formation anglaise de Tottenham Hotspur, qui atteint sa deuxième finale de Coupe de l'UEFA, après sa victoire en 1972. C'est en revanche le second titre continental du Feyenoord, déjà sacré en 1970 en Coupe des clubs champions et la première victoire en Coupe de l'UEFA pour un club néerlandais.
L'attaquant du Feyenoord, Lex Schoenmaker, remporte le titre de meilleur buteur avec neuf réalisations.
L'Irlande du Nord envoie un représentant cette saison, après une absence lors de l'édition précédente. En revanche, il n'y a pas d'équipe albanaise lors de cette édition. L'Écosse et la Belgique obtiennent le droit de qualifier trois clubs, au détriment de la France, de la Yougoslavie et du Portugal, qui n'en envoient que deux.
Le tenant du titre, l'équipe anglaise de Liverpool FC, ne participe pas à la compétition car il est qualifié pour la Coupe des clubs champions à la suite de son titre de champion d'Angleterre.
La confrontation du second tour entre l'équipe ouest-allemande du VfB Stuttgart et les Tchécoslovaques du TJ Tatran Presov donne lieu à un scénario surprenant lors du match retour. Vainqueurs à domicile lors de la manche aller 3-1, Stuttgart perd sur le même score à l'issue du temps réglementaire en Tchécoslovaquie, envoyant les deux équipes en prolongations. Stuttgart réalise une performance rare en marquant quatre buts durant la demi-heure supplémentaire, s'imposant finalement 5 buts à 3.

## Trente-deuxièmes de finale
| Équipe 1                    | Résultat | Équipe 2                   | Aller | Retour   |
| --------------------------- | -------- | -------------------------- | ----- | -------- |
| Fredrikstad FK              | 0 - 5    | FK Dynamo Kiev             | 0 - 1 | 0 - 4    |
| KS Ruch Chorzów             | 8 - 6    | Wuppertaler SV             | 4 - 1 | 4 - 5    |
| FC Carl Zeiss Iéna          | 6 - 0    | Mikkeli PJ                 | 3 - 0 | 3 - 0    |
| BK 1903                     | 3 - 2    | AIK                        | 2 - 1 | 1 - 1    |
| Strømsgodset IF             | 2 - 7    | Leeds United AFC           | 1 - 1 | 1 - 6    |
| Östers IF                   | 2 - 5    | SC Feyenoord               | 1 - 3 | 1 - 2    |
| Hibernian FC                | 3 - 1    | KP Keflavík                | 2 - 0 | 1 - 1    |
| OGC Nice                    | 3 - 2    | CF Barcelone               | 3 - 0 | 0 - 2    |
| Düsseldorf TSV Fortuna 1895 | 3 - 2    | Næstved BK                 | 1 - 0 | 2 - 2    |
| Grasshopper Club Zurich     | 2 - 9    | Tottenham Hotspur FC       | 1 - 5 | 1 - 4    |
| Aberdeen FC                 | 7 - 2    | Finn Harps FC              | 4 - 1 | 3 - 1    |
| Dundee FC                   | 3 - 7    | FC Twente                  | 1 - 3 | 2 - 4    |
| RCD Español                 | 2 - 4    | RWD Molenbeek              | 0 - 3 | 2 - 1    |
| CF Belenenses               | 1 - 4    | Wolverhampton Wanderers FC | 0 - 2 | 1 - 2    |
| US Luxembourg               | 1 - 12   | Olympique de Marseille     | 0 - 5 | 1 - 7    |
| Vitória FC                  | 4 - 0    | K. Beerschot VAV           | 2 - 0 | 2 - 0    |
| Ipswich Town FC             | 1 - 0    | Real Madrid CF             | 1 - 0 | 0 - 0    |
| SS Lazio                    | 4 - 3    | FC Sion                    | 3 - 0 | 1 - 3    |
| Sliema Wanderers FC         | 0 - 3    | Lokomotiv Plovdiv          | 0 - 2 | 0 - 1    |
| AC Fiorentina               | 0 - 1    | Universitatea Craiova      | 0 - 0 | 0 - 1    |
| Ferencváros TC              | 1 - 3    | WKS Gwardia Varsovie       | 0 - 1 | 1 - 2    |
| VfB Stuttgart 1893          | 13 - 0   | Olympiakos Nicosie FC      | 9 - 0 | 4 - 0    |
| TJ Tatran Prešov            | 5 - 3    | RŠD Velež Mostar           | 4 - 2 | 1 - 1    |
| SK Dinamo Tbilissi          | 4 - 3    | PFK Slavia                 | 4 - 1 | 0 - 2    |
| Panathinaïkos AO            | 2 - 2e   | OFK Belgrade               | 1 - 2 | 1 - 0    |
| FC Admira/Wacker            | 2e - 2   | FC Inter Milan             | 1 - 0 | 1 - 2 ap |
| Fenerbahçe SK               | 6 - 2    | FC Argeş Piteşti           | 5 - 1 | 1 - 1    |
| TJ VSS Košice               | 3 - 5    | Budapest Honvéd SE         | 1 - 0 | 2 - 5    |
| AC Talmone Torino           | 2 - 4    | 1. FC Lokomotive Leipzig   | 1 - 2 | 1 - 2    |
| Eskişehirspor Kulübü        | 0 - 2    | 1. FC Cologne              | 0 - 0 | 0 - 2    |
| Panachaïkí GE               | 3 - 1    | Grazer AK                  | 2 - 1 | 1 - 0    |
| Ards FC                     | 4 - 8    | RSC Liègeois               | 3 - 2 | 1 - 6    |

## Seizièmes de finale
| Équipe 1                 | Résultat       | Équipe 2                    | Aller | Retour   |
| ------------------------ | -------------- | --------------------------- | ----- | -------- |
| FC Admira/Wacker         | 2 - 4          | Düsseldorf TSV Fortuna 1895 | 2 - 1 | 0 - 3    |
| Aberdeen FC              | 2 - 5          | Tottenham Hotspur FC        | 1 - 1 | 1 - 4    |
| SK Dinamo Tbilissi       | 8 - 1          | OFK Belgrade                | 3 - 0 | 5 - 1    |
| OGC Nice                 | 4 - 2          | Fenerbahçe SK               | 4 - 0 | 0 - 2    |
| 1. FC Lokomotive Leipzig | 4e - 4         | Wolverhampton Wanderers FC  | 3 - 0 | 1 - 4    |
| Panachaïkí GE            | 1 - 8          | FC Twente                   | 1 - 1 | 0 - 7    |
| Vitória FC               | 2e - 2         | RWD Molenbeek               | 1 - 0 | 1 - 2    |
| Olympique de Marseille   | 2 - 6          | 1. FC Cologne               | 2 - 0 | 0 - 6    |
| Ipswich Town FC          | 6 - 4          | SS Lazio                    | 4 - 0 | 2 - 4    |
| FK Dynamo Kiev           | 3 - 1          | BK 1903                     | 1 - 0 | 2 - 1    |
| Lokomotiv Plovdiv        | 5 - 7          | Budapest Honvéd SE          | 3 - 4 | 2 - 3    |
| KS Ruch Chorzów          | 3 - 1          | FC Carl Zeiss Iéna          | 3 - 0 | 0 - 1    |
| VfB Stuttgart 1893       | 8 - 4          | TJ Tatran Prešov            | 3 - 1 | 5 - 3 ap |
| Leeds United AFC         | 0 - 0 (5-4tab) | Hibernian FC                | 0- 0  | 0 - 0    |
| SC Feyenoord             | 3 - 2          | WKS Gwardia Varsovie        | 3 - 1 | 0 - 1    |
| RSC Liègeois             | 3 - 1          | Universitatea Craiova       | 2 - 0 | 1 - 1    |

## Huitièmes de finale
| Équipe 1                    | Résultat | Équipe 2                 | Aller | Retour |
| --------------------------- | -------- | ------------------------ | ----- | ------ |
| FK Dynamo Kiev              | 2 - 3    | VfB Stuttgart 1893       | 2 - 0 | 0 - 3  |
| SK Dinamo Tbilissi          | 2 - 6    | Tottenham Hotspur FC     | 1 - 1 | 1 - 5  |
| Ipswich Town FC             | 3 - 1    | FC Twente                | 1 - 0 | 2 - 1  |
| Budapest Honvéd SE          | 2 - 5    | KS Ruch Chorzów          | 2 - 0 | 0 - 5  |
| Leeds United AFC            | 2 - 3    | Vitória FC               | 1 - 0 | 1 - 3  |
| Düsseldorf TSV Fortuna 1895 | 2 - 4    | 1. FC Lokomotive Leipzig | 2 - 1 | 0 - 3  |
| OGC Nice                    | 1 - 4    | 1. FC Cologne            | 1 - 0 | 0 - 4  |
| RSC Liègeois                | 3 - 3e   | SC Feyenoord             | 3 - 1 | 0 - 2  |

## Quarts de finale
| Équipe 1           | Résultat       | Équipe 2                 | Aller | Retour   |
| ------------------ | -------------- | ------------------------ | ----- | -------- |
| Ipswich Town FC    | 1 - 1 (3-4tab) | 1. FC Lokomotive Leipzig | 1 - 0 | 0 - 1    |
| 1. FC Cologne      | 1 - 5          | Tottenham Hotspur FC     | 1 - 2 | 0 - 3    |
| VfB Stuttgart 1893 | 3 - 2          | Vitória FC               | 1 - 0 | 2 - 2    |
| KS Ruch Chorzów    | 2 - 4          | SC Feyenoord             | 1 - 1 | 1 - 3 ap |

## Demi-finales
| Équipe 1                 | Résultat | Équipe 2             | Aller | Retour |
| ------------------------ | -------- | -------------------- | ----- | ------ |
| 1. FC Lokomotive Leipzig | 1 - 4    | Tottenham Hotspur FC | 1 - 2 | 0 - 2  |
| SC Feyenoord             | 4 - 3    | VfB Stuttgart 1893   | 2 - 1 | 2 - 2  |

## Finale
| Équipe 1             | Résultat | Équipe 2     | Aller | Retour |
| -------------------- | -------- | ------------ | ----- | ------ |
| Tottenham Hotspur FC | 2 - 4    | SC Feyenoord | 2 - 2 | 0 - 2  |